# Strada statale 704 Tangenziale di Mondovì
La strada statale 704 Tangenziale di Mondovì (SS 704), già nuova strada ANAS 275 Tangenziale di Mondovì (NSA 275), è una strada statale italiana che permette di aggirare il centro abitato di Mondovì.

## Percorso
La strada ha inizio da una rotatoria posta lungo la ex strada statale 28 dir del Colle di Nava, dalla quale si può anche accedere al casello di Mondovì dell'A6 Torino-Savona. Il tracciato passa esterno al centro abitato piemontese da nord-est a sud-ovest in senso antiorario; si presenta a carreggiata unica con una corsia per senso di marcia.
Il primo svincolo conduce alla zona commerciale posta a nord del comune, mentre il secondo si ha in corrispondenza dell'intersezione con la strada statale 28 del Colle di Nava. Dopo aver varcato le linee ferroviarie con ingresso a nord del paese (cioè la Cuneo-Mondovì e la Torino-Fossano-Savona), la strada curva verso sinistra sovrapponendosi per qualche centinaio di metri con la ex strada statale 564 Monregalese tra lo svincolo per Cuneo e la rotonda per Mondovì centro.
La strada continua quindi in direzione sud-ovest, presentando un ulteriore svincolo di accesso a Mondovì da ovest e per Sant'Anna Avagnina, prima di terminare il suo percorso innestandosi su una rotonda sulla SP 5 Villanova-Mondovì, a pochi chilometri da Villanova Mondovì.

### Tabella percorso
| Tangenziale di Mondovì |                                                  |     |           |
| Tipo                   | Indicazione                                      | km  | Provincia |
|                        | ex del Colle di Nava TO-SV - Mondovì - Alba      | 0,0 | CN        |
|                        | Mondovì - Zona industriale                       | 2,3 | CN        |
|                        | del Colle di Nava Mondovì - Imperia - Fossano    | 3,3 | CN        |
|                        | ex Monregalese Cuneo                             | 3,7 | CN        |
|                        | ex Monregalese Mondovì                           | 4,2 | CN        |
|                        | Mondovì - Sant'Anna Avagnina Ospedale di Mondovì | 6,3 | CN        |
|                        | Mondovì-Villanova Mondovì - Villanova Mondovì    | 9,3 | CN        |

## Storia
La strada nacque con l'esigenza di deviare dal centro cittadino il traffico proveniente da alcune centri del Moregalese verso la rete autostradale e viceversa. Il primo lotto che collega la SS 28 dir e il casello autostradale dell'A6 con la ex SS 564 fu aperto al traffico il 12 febbraio 1994.
Il secondo tratto fu inaugurato invece il 4 giugno 2004, ovvero quello tra la SP 5 e la località San Rocchetto dove si stava costruendo l'attuale nosocomio.
La terza apertura, tra San Rocchetto e la rotatoria con la ex SS 564 avvenne invece nel settembre 2007.
Risulta in fase di progettazione un ulteriore lotto che prolunghi l'attuale tracciato dalla SP 5 alla SS 28 a sud del paese.
Nel 2005 fu adotta la provvisoria classificazione di nuova strada ANAS 275 Tangenziale di Mondovì (NSA 275), fino alla definitiva classificazione avvenuta nel 2011 col seguente itinerario: "Innesto con la ex S.S. n. 28 dir presso il casello di Mondovì della A6 - Innesto con la S.P. n. 5 Villanova-Mondovì".